# Gewehr

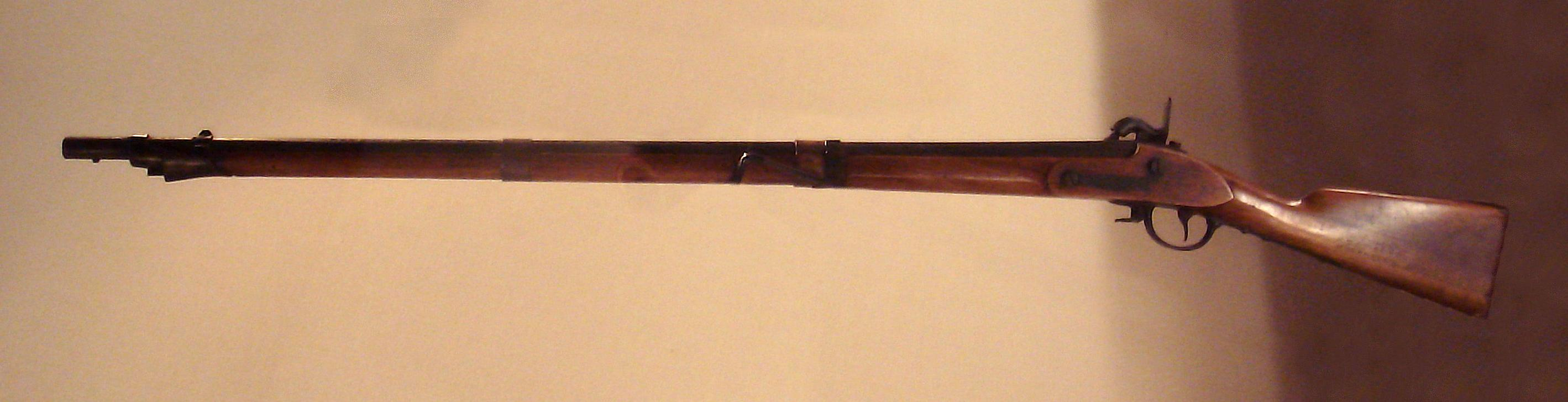
Un fusil Gewehr. Une arme très utilisée par le Shogunat pendant la guerre de Boshin (1868-69) au Japon.

Gewehr est un mot allemand signifiant « fusil ». On le rencontre dans le cadre de l'histoire militaire du XIXe et XXe siècle, dans les noms des fusils tels que le Gewehr 36, le Gewehr 41, le Gewehr 43, le Gewehr 71, le Gewehr 88, et le Gewehr 98.